# Phyllomys medius
Phyllomys medius é uma espécie de roedor da família Echimyidae.
É endêmica do Brasil, onde é conhecida dos estados do Rio de Janeiro e Minas Gerais, ao sul, até o Rio Grande do Sul.